# 할렌키르헤

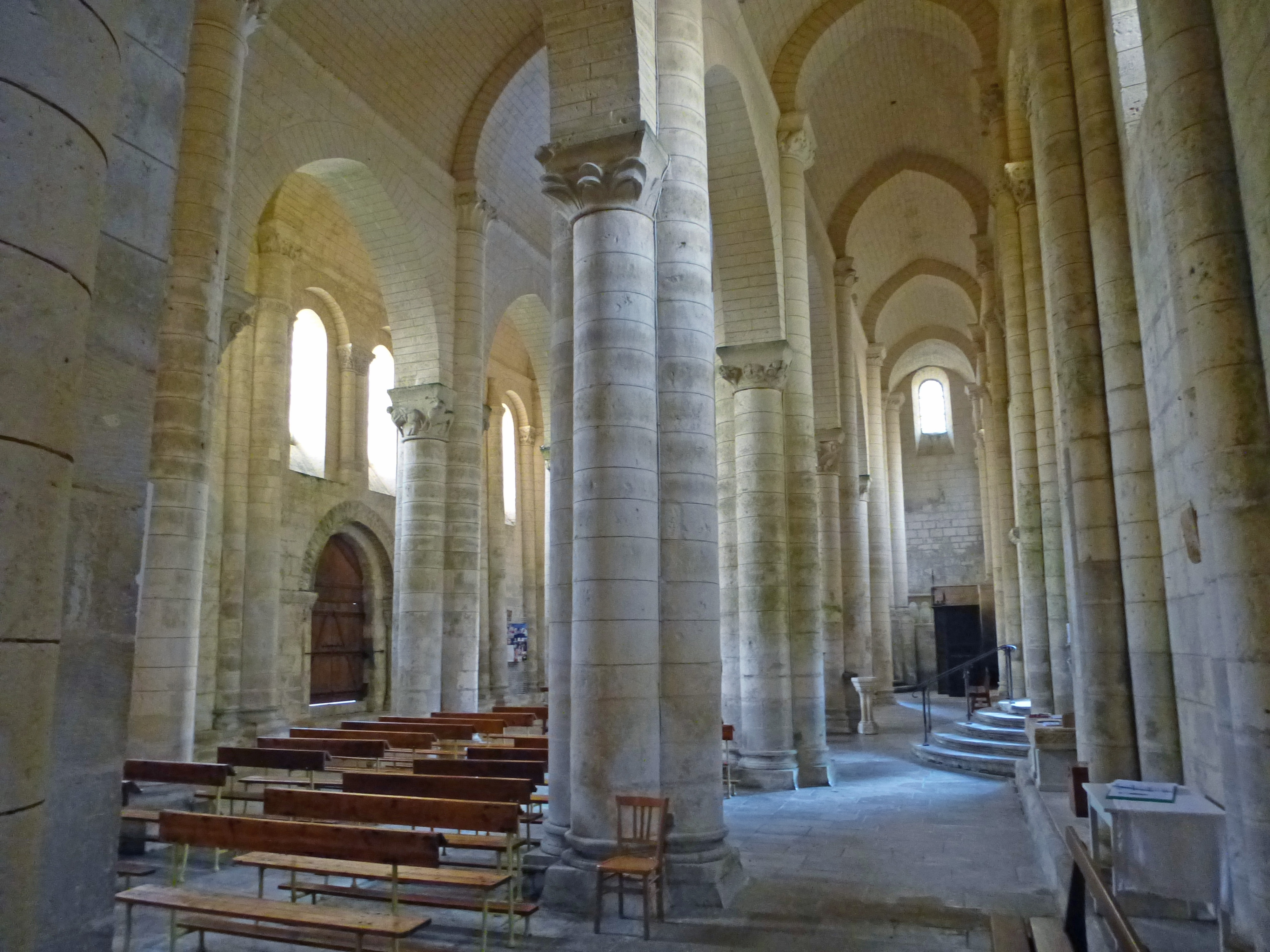
생틸레르드멜 교회

할렌키르헤(독일어: Hallenkirche)는 후기 고딕에서 독일, 프랑스에서 발전한 건축 양식이다. 바실리카 교회 중 하나이며, 홀 식으로 된 교회당을 의미한다.